# Pamela Des Barres
Pour les articles homonymes, voir Des Barres.
Pamela Des Barres, connue comme groupie des groupes rock dans les années 1960 et 1970, est née Pamela Ann Miller à Reseda, Californie le 9 septembre 1948.

## Biographie
Sa mère est une femme au foyer et son père travaille pour Anheuser-Busch et occasionnellement dans une mine d'or. Lorsqu'elle est encore enfant, elle idolâtre les Beatles et Elvis Presley, et fantasme à l'idée de rencontrer son Beatle favori, Paul McCartney.
Une amie du secondaire introduit Des Barres auprès de Don Van Vliet, mieux connu sous le pseudonyme de Captain Beefheart, un musicien et ami de Frank Zappa. Vliet l'a, à son tour, introduite auprès de Charlie Watts et Bill Wyman des Rolling Stones, qui l'ont conduite à la scène rock au Sunset Strip de Los Angeles. Pamela commence à passer son temps avec The Byrds et quelques autres groupes. Quand elle est diplômée du secondaire, en 1966, elle multiplie les petits boulots qui lui permettent d'habiter près du Sunset Strip et d'entretenir plus de relations avec des musiciens rock : Nick St. Nicholas, Mick Jagger, Keith Moon, Jim Morrison, Jimmy Page, Chris Hillman, Noel Redding, Jimi Hendrix, Ray Davies, Frank Zappa et l'acteur Don Johnson.
Membre des GTO's (Girls Together Outrageously), un groupe uniquement constitué de chanteuses, formé par Frank Zappa. Le groupe commence sous le nom de Laurel Canyon Ballet Company, et commence par des premières parties des concerts de Zappa et des Mothers of Invention. Le spectacle est principalement constitué par des « performances », mélange de musique et de paroles parlées, puisqu'aucun de ses membres ne sait chanter ou jouer correctement d'un instrument. Elles sortent un album, Permanent Damage en 1969, couvertes par Zappa et Jeff Beck. Le groupe est dissous par Zappa un mois après le lancement de l'album parce que quelques-uns de ses membres ont été arrêtés pour possession de drogue.
Dans les années 1970, Des Barres décide de poursuivre sa carrière en tant qu'actrice et joue dans quelques films, comme 200 Motels de Zappa, ainsi que dans quelques pubs, et dans le soap opera C'est déjà demain en 1974. À la fin de sa carrière d'actrice, elle devient la nourrice des enfants de Zappa, Dweezil et Moon Unit.
Elle se marie avec Michael Des Barres, chanteur principal de Power Station et de Detective, le 29 octobre 1977. Ils ont un enfant, Nicholas Dean Des Barres, né le 30 septembre 1978. Le couple divorce en 1991, en raison des infidélités répétées de Michael Des Barres.
Des Barres a écrit deux livres à propos de son expérience de groupie : I'm With The Band (1987) (publié en Allemagne sous le titre anglophone Light my fire) et Take Another Little Piece of My Heart: A Groupie Grows Up (1993), ainsi qu'un autre livre, Rock Bottom: Dark Moments in Music Babylon. Elle écrit actuellement des articles pour des publications en ligne et imprimées.